# Kingsley Eduwo
Kingsley Edowo (sinh ngày 19 tháng 6 năm 1996) là một cầu thủ bóng đá người Nigeria thi đấu cho Lobi Stars, ở vị trí tiền đạo.

## Sự nghiệp
Anh từng thi đấu bóng đá cho Gateway United, Sunshine Stars và Lobi Stars.
Anh ra mắt quốc tế cho Nigeria năm 2017.